# Altpreußische Rüstungsindustrie
Die altpreußische Rüstungsindustrie behandelt die Produktionsgeschichte und -entwicklung von Militärgütern, für das altpreußische Militärwesen. Beginnend mit der Entstehung der Personalunion Brandenburg-Preußen im Jahre 1618 bis zur vollständigen Niederlage des altpreußischen Staates im Krieg gegen das Napoleonische Frankreich im Jahre 1806.
Eine eigenständige Rüstungsindustrie bildete sich in Preußen nur mühselig heraus. Die Gründe liegen am Fehlen fast aller für die Herstellung notwendigen Grundstoffe. So verfügte Brandenburg-Preußen und das spätere Königreich Preußen lediglich über einige leicht abzubauende Wiesenerze und ein bisschen Kupfer in Rothenburg a. d. Saale. Ansonsten verfügte die Streusandbüchse des Heiligen Römischen Reiches über keine nennenswerten Rohstoffvorkommen. So fehlte es unter anderem an Blei für die Kugeln, oder Zinn für die Herstellung von Bronze.

## Geschichte

### Rüstungsindustrie in Brandenburg-Preußen: 1618 bis 1701
Aufgrund des Fehlens einer eigenen Rüstungsindustrie, war Kurfürst Friedrich Wilhelm gezwungen, seinen Rüstungsbedarf aus dem Ausland zu decken. Schießpulver und Bronzekanonen ließ er aus den Niederlanden importieren, eiserne Kanonen importierte er aus Schweden. Die Gewehre für die brandenburgisch-preußische Armee kamen aus Lüttich, die Blankwaffen aus Solingen, die Pistolen aus Suhl. Allerdings gründete Kurfürst Friedrich Wilhelm 1645 das königliche Gießhaus zu Berlin.

### Rüstungsindustrie im Königreich Preußen: 1701 bis 1806
Bei Regierungsantritt des Soldatenkönigs Friedrich Wilhelm I. im Jahre 1713 war die preußische Rüstungsindustrie noch nicht über das Stadium handwerklicher Betriebsformen hinausgekommen. Das Land verfügte lediglich über die 1645 gegründete Geschützgießerei in Berlin, einen Kupferhammer in Eberswalde und ein Messingwerk in Finow. In Zehdenick gab es eine mit fünf Meter hohen Öfen ausgestattete Eisenhütte.
Unter Friedrich Wilhelm I. wurde gemäß den merkantilistischen Grundsätzen versucht, sich von Waffenimporten unabhängig zu machen. Es folgte ein planmäßiger und konsequenter Aufbau der eigenen Rüstungsindustrie. Kennzeichnend für diese Politik war das Entstehen der für Preußen charakteristischen Zweckverbindung der privaten Rüstungsindustrie mit dem preußischen Militär. Die Armee diente als sicherer Absatznehmer für die hergestellten Produkte, gleichzeitig mussten sich die privaten Unternehmer den Bedürfnissen der Armee anpassen.
1717 entstand die königliche Pulverfabrik in der Jungfernheide bei Berlin. Dort wurde ein äußerst feines und hochwirksames Schießpulver hergestellt, wie es zur damaligen Zeit nur für Sportzwecke üblich war. 1722 wurde die Gewehrfabrik zu Potsdam und Spandau gegründet. Leiter dieses Werkes waren die beiden erfolgreichen Unternehmer Splitgerber & Daum, die auch noch weitere Rüstungsunternehmungen besaßen. Das Werk in Spandau lieferte die Gewehrläufe, Bajonette und Ladestöcke und verschiffte die Teile nach Potsdam. Dort fertigten Schlosser, Gießer und Schäfter die Schloss- und Garniturteile einschließlich der Schäfte und setzten das Ganze zu vollständigen Gewehren zusammen. Bereits 1723, ein Jahr nach ihrer Gründung, produzierte die Gewehrfabrik 10.000 Musketen, womit die Unabhängigkeit von Waffenimporten aus Lüttich und Suhl vorerst erreicht wurde. Das Eisen für die Musketen und Pistolen musste aus Schweden importiert werden. In Berlin wurden die Musketenkugeln aus im Harz gefördertem, preiswertem Blei gegossen. Bei der Auswahl der Standorte achteten die Planer immer auf das Vorhandensein großer Wasserläufe, weil auf ihnen die schwere Fracht besser transportiert werden konnte als auf den schlecht ausgebauten Straßen.
Die königliche Kanonengießerei zu Berlin stellte einen großen Teil der Kanonen in der ersten Hälfte des 18. Jahrhunderts für die preußische Armee her. Diese Gießerei verwendete importiertes Kupfer aus Rothenburg a.d.Saale und Zinn aus Cornwall. Die einzigen einheimischen Produktionsquellen für Bomben und Granaten waren die Eisenwerke Zehdenick und die Fabrik in Schadow, am Oberlauf der Spree.

Königliches Lagerhaus um 1750

Friedrich Wilhelm förderte auch die einheimische Textilindustrie. 1713 entstand das Königliche Lagerhaus in Berlin, das als dezentralisierte Manufaktur die preußische Armee komplett mit Uniformen und anderen Textilien versorgte. Die Mannschaftsuniformen wurden dezentral, aus einheimischer Wollproduktion gefertigt, während die feinen Offiziersuniformen mit importierter spanischer Merinowolle zentral im Lagerhaus gefertigt wurden. Das Lagerhaus stellt ein Beispiel dar, wie die Zivilwirtschaft in den Dienst der Armee gestellt wurde und trotzdem davon profitierte.
Unter König Friedrich II. wurde die Rüstungsproduktion verstärkt. Die einheimische Rüstungsindustrie zeigte sich den Anforderungen der ersten beiden Schlesischen Kriege (1740–45) gewachsen. Nach der Eroberung Schlesiens im ersten Schlesischen Krieg, übernahm Preußen die städtische Kanonengießerei in Breslau und baute sie aus. In der Zeit der ersten beiden Schlesischen Kriege von 1741 bis 1745 stellte Preußen 444 Geschütze her. Ebenfalls in dieser Zeit entstanden weitere Pulvermühlen. Im Jahre 1746 erzeugten alle Pulvermühlen zusammen 402.000 Pfund (ca. 182 t) Sprengstoff und schon 504.000 Pfund (ca. 229 t) Sprengstoff im Jahre 1756.
Die heimische Eisenindustrie dagegen hinkte mit ihrer Kapazität nach, was Friedrich II. dazu zwang, Granaten und Bomben aus Schweden zu importieren. Darum entstanden bis 1755 neue Eisenwerke in Schlesien, so in Malapane, Kreuzburg, Gottow, Torgelow (Pommern) und Vietz. Das Know-how der Fertigung der Munition und die notwendigen Erze ließ sich der König durch Industriespionage aus Schweden beschaffen. In dieser Zeit wurde das gesamte Hüttenwesen neu strukturiert. Anstelle der bis dato üblichen Verpachtung traten andere Gesellschaftsformen, die nicht die Innovationen hemmten, da Unternehmer nur an kurzfristigen Gewinnen interessiert waren. Auf dem Gebiet des Hüttenwesens in Preußen hatte der aus Schlesien stammende Friedrich Anton von Heynitz durch die Einführung neuer Technologien große Fortschritte erreicht. 1754 produzierten die Eisenwerke in Malapane und Kreuzhütte 9400 Bomben.
Der Siebenjährige Krieg überstieg die Fähigkeiten der preußischen Rüstungsindustrie bei weitem. So wurden allein an Schießpulver in diesem Krieg insgesamt 73.686.720 Pfund (ca. 33.424 t) verbraucht. So war Preußen in hohem Maße von Importen aus Holland und England abhängig. Dazu mussten zwischen 1757 und 1762 32.000 Gewehre und Säbel in Holland eingekauft werden, da auch die Gewehrfabriken in Potsdam und Spandau in der Produktion nicht hinterherkamen. Aus Schweden wurden eiserne Kanonen, aus Holland bronzene Geschütze und Handfeuerwaffen, aus Lüttich Musketen, aus Suhl und Solingen Pistolen bezogen.
Es fehlte den Fabriken an Personal und allgemein an Produktionskapazitäten. Einer Ausweitung der Produktionskapazitäten in Friedenszeiten waren allerdings enge Grenzen gesetzt. War der Friedensbedarf, der naturgemäß für eine Armee sehr niedrig ist, erst einmal gedeckt, hätten zur Senkung der entstehenden Kosten entweder das Personal gekürzt, die Preise auf die wenigen Absatzprodukte draufgeschlagen, oder durch Exporte andere Absatzmärkte erschlossen werden müssen. Letzteres verbot sich in der Zeit der Kabinettskriege in Europa, in denen die Partner schnell zum Gegner werden konnten.
Während des Siebenjährigen Krieges drangen Österreicher und Russen bis nach Berlin vor und sprengten dort 1760 die königliche Pulverfabrik als auch die königliche Gießerei. Die Jahresproduktion von Geschützen unter Friedrich II. belief sich in seiner Herrschaftszeit auf durchschnittlich 80 Geschütze, insgesamt 3600 Stück.